# 色絵雉香炉

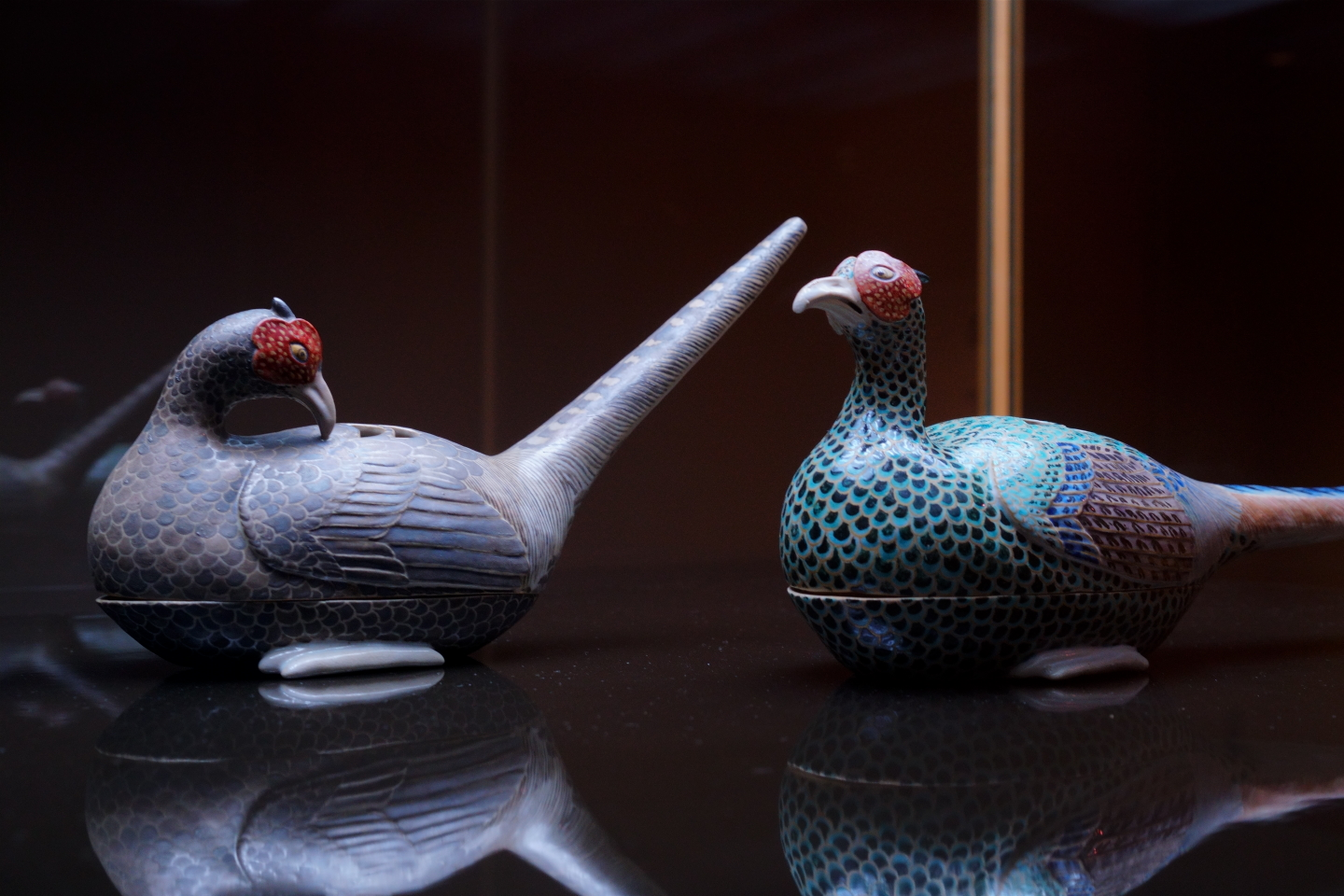
『色絵雉香炉』『色絵雌雉香炉』石川県立美術館

色絵雉香炉（いろえきじこうろ）は、石川県立美術館が所蔵する野々村仁清作の香炉である。
17世紀の作とされる。絵具と金彩で羽毛などを美しく彩った豪華な作品であり、尾を水平に保ちつつ焼成するなどの高度な技術が用いられている。
1951年6月9日、国宝に指定された。1958年に金沢市在住の山川庄太郎から石川県に寄贈され、石川県立美術館に収められている。